# Saint-Just-sur-Dive
Saint-Just-sur-Dive este o comună în departamentul Maine-et-Loire, Franța. În 2009 avea o populație de 400 de locuitori.